# Conus aulicus
Conus aulicus là một loài ốc biển săn mồi, là động vật thân mềm chân bụng sống ở biển trong họ Conidae, họ ốc cối.

## Miêu tả

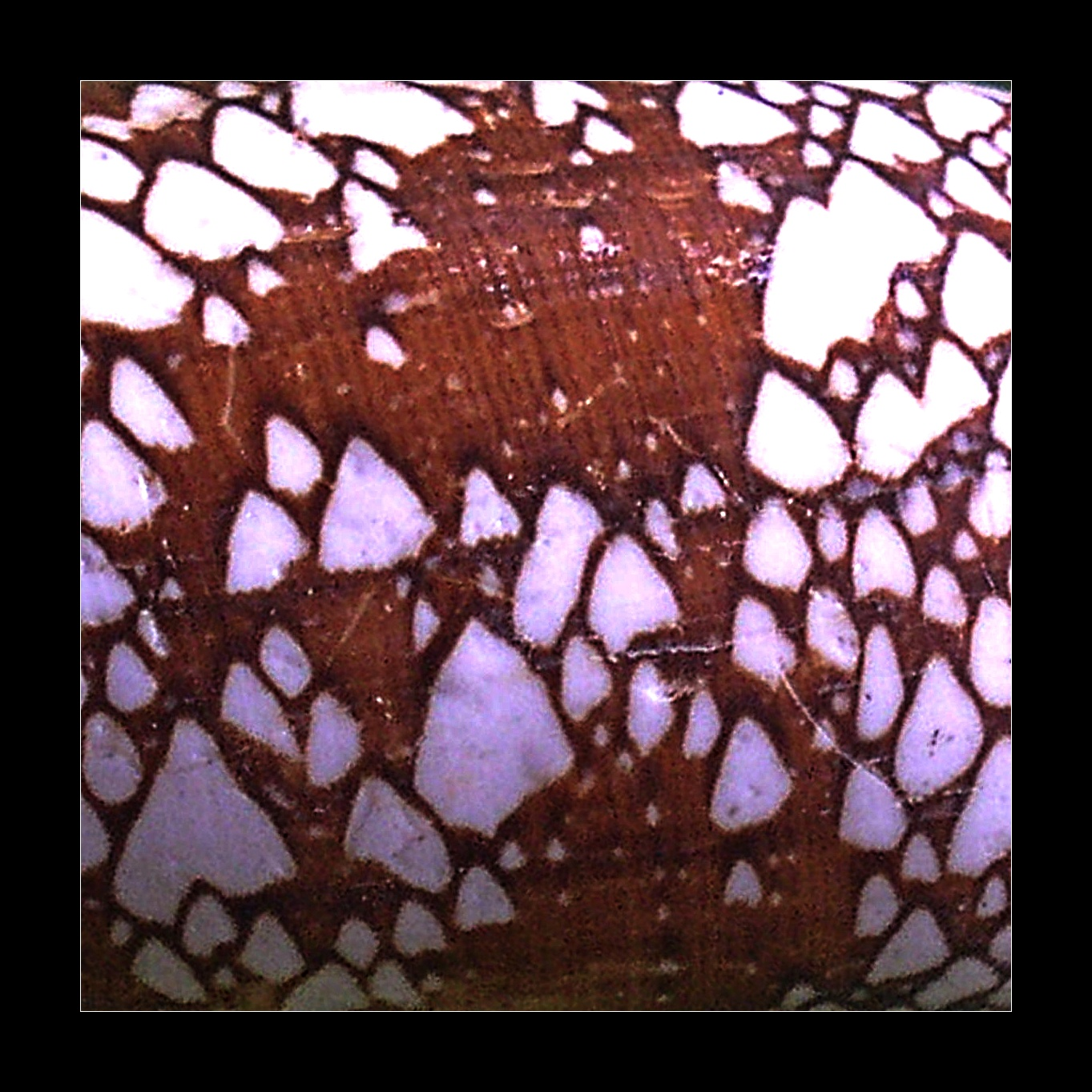
Kiểu màu vỏ ốc C. aulicus

## Phân bố
- Chagos[1]
- Mauritius[1]